# 燕四大族
燕四大族，中國遼國和金國幽、燕地區中，最顯赫的四大漢人世家，即玉田及安次韓氏、昌平劉氏、醫閭馬氏、盧龍趙氏四族。四大族累世高官，互相通婚，當權得勢達四、五百年之久。入元後，稱為「燕四大族」。四大族中，玉田韓氏、盧龍趙氏最為顯赫，醫閭馬氏則最末。

## 興起
宋朝社會流動性較大，但遼、金兩國，情形並非如此，世家大族可以累世為官。遼國設立二元政治制度，以部族制度統治契丹及其他遊牧部族，另以漢人官制治理南部漢人，倚重漢人世家字弟。燕四大族降遼之前，已是官宦世家，歸降後協助契丹建國，立下汗馬功勞，貢獻良多。
玉田韓氏源自韓知古，耶律阿保機時任節度使、中書令，為漢人最高官員。安次韓氏出自韓延徽，他出身唐末仕宦世家，五代時投靠契丹，成為耶律阿保機謀臣，奠定遼國制度，官至南府宰相（屬北面官）。盧龍趙氏出自趙思溫，他原是後晉都指揮使，投降遼國，率領漢軍征戰，出任南京留守，成為燕京地區最高長官。
昌平劉氏為晚唐河北藩鎮世家，五代時，劉守敬（刘景之父）歸附遼國，任南京副留守，至其孫輩，家族勢力方達巔峰。醫閭馬氏出自馬胤卿，他原是後晉刺史，舉族被徙於醫巫閭山，子孫遂出任遼朝。

## 發展

### 遼國
在遼國、金國，「蔭子」是漢人世家子弟入仕的主要途徑，燕四大族倚恃恩蔭門第，子弟都以高官入仕。到遼國中後期，燕四大族亦有子弟以進士出身。遼國科舉取士，並不嚴格依從客觀標準，科舉制度因而並無削弱燕四大族的權勢。漢人世家子弟之顯赫者，可以官至南院樞密使、丞相、副相。玉田韓氏與帝室最親密，仕宦最盛，昌平劉氏及盧龍趙氏亦分別與皇族或外戚家族聯婚，打入契丹統治階層核心。
韓德讓是燕四大族中成就最大、權位最高的政治家，集北南兩面官的大權於一身，位極人臣。韓氏聲勢在遼景宗、遼聖宗二朝達到高峰，後期則被帝室壓抑，一度低沉，雖說後代仍有不少人位居要職，但影響力卻是大不如前。安次韓氏則多任南北兩面的文職高官。昌平劉氏以文學著稱，多以科舉出身，官至節度使或觀察使等。盧龍趙氏勢力次於韓、劉，為一漢軍家族，多任軍職及地方官，未能參與中央大權。

### 金國
金國佔有中原，幽、燕地區在金國的重要性不及遼國，但金朝對幽、燕漢人仍然倚重，信用燕人而抑壓原來北宋的漢人，燕四大族仍保持其政治地位。玉田韓氏及昌平劉氏都為金朝建立制度，治理中原，貢獻巨大，依舊顯赫。盧龍趙氏則文官化，多憑藉學問入仕，至元代中期仍有出任高官。安次韓氏在金國出仕者眾，但甚少高官顯宦。376